# Danien
| Systeem Periode                            | Serie Tijdvak | Etage Tijdsnede | Ouderdom (Ma) |
| ------------------------------------------ | ------------- | --------------- | ------------- |
| Neogeen                                    | Mioceen       | Aquitanien      | jonger        |
| Paleogeen                                  | Oligoceen     | Chattien        | 23,03–28,1    |
| Paleogeen                                  | Oligoceen     | Rupelien        | 28,1–33,9     |
| Paleogeen                                  | Eoceen        | Priabonien      | 33,9–38,0     |
| Paleogeen                                  | Eoceen        | Bartonien       | 38,0–41,3     |
| Paleogeen                                  | Eoceen        | Lutetien        | 41,3–47,8     |
| Paleogeen                                  | Eoceen        | Ypresien        | 47,8–56,0     |
| Paleogeen                                  | Paleoceen     | Thanetien       | 56,0–59,2     |
| Paleogeen                                  | Paleoceen     | Selandien       | 59,2–61,6     |
| Paleogeen                                  | Paleoceen     | Danien          | 61,6–66,0     |
| Krijt                                      | Boven         | Maastrichtien   | ouder         |
| Indeling van het Paleogeen volgens de ICS. |               |                 |               |

Het Danien (Vlaanderen: Daniaan) is in de geologische tijdschaal de vroegste tijdsnede (of in de chronostratigrafie de onderste etage) in het Paleoceen. Het Danien duurde van 66,0 tot 61,6 Ma. Het komt na/op het Maastrichtien, de bovenste tijdsnede/etage in het Krijt. Op het Danien volgt het Selandien.

## Naamgeving en definitie
De golden spike van het Danien bevindt zich bij El Kef in Tunesië. De basis van de etage (de K-Pg-overgang) wordt gekenmerkt door een duidelijk herkenbare positieve iridium-anomalie. Op de overgang vond de Krijt-Paleogeen-massa-extinctie plaats waardoor onder andere de ammonieten en dinosauriërs uitstierven. De top van het Danien wordt gelegd binnen de magnetostratigrafische chronozone C27r, vlak boven een radiatie binnen het kalkig nannoplanktongeslacht Fasciculithus (de soorten F. ulii, F. billii, F. janii, F. involutus, F. tympaniformis and F. pileatus verschijnen allemaal vlak onder de basis van het Selandien) en het eerste verschijnen van de nannoplanktonsoort Neochiastozygus perfectus.
Het Danien is genoemd naar Denemarken, waar veel laat-Krijt en vroeg-Tertiaire gesteenten ontsloten zijn. De etage werd ingevoerd door de Zwitserse geoloog Pierre Jean Édouard Desor in 1847. In de 19e eeuw werd het Danien vaak nog tot het Krijt gerekend, omdat in het Danien in Europa veel krijtgesteente is afgezet dat nauwelijks van het onderliggende Maastrichtien te onderscheiden is.